# Big Joe 1

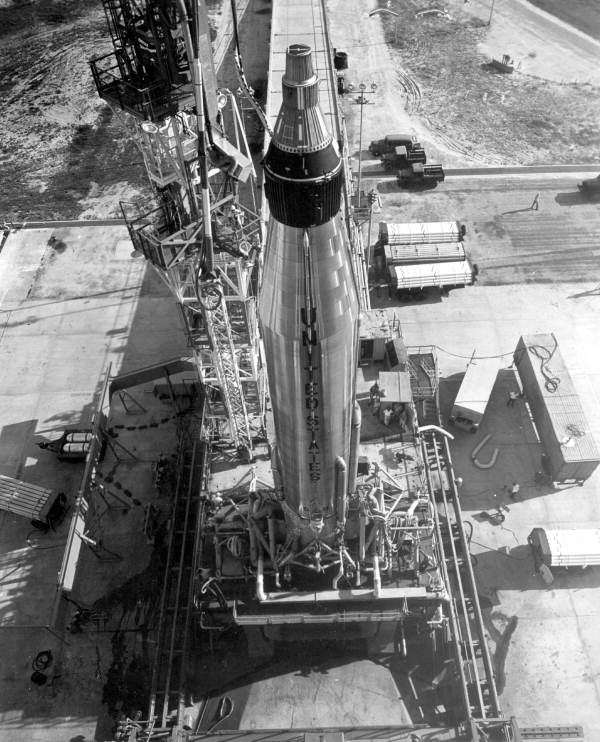
Big Joe 1 na odpalovací rampě

Big Joe 1 byl suborbitální testovací let programu Mercury. Cíl testu bylo prověření ablativního tepelného štítu návratového modulu kosmické lodi Mercury. Jednalo se o druhý let v rámci programu a první let rakety Atlas-D v programu Mercury. Start se konal 8. září 1959 na odpalovacím komplexu 14 na Cape Canaveral Air Force Station.
Výsledek testu je sporný, jednalo se o úspěch i neúspěch. Tepelný štít fungoval správně a kapsle byla vyzdvižena z Atlantského oceánu v překvapivě dobrém stavu. Raketa Atlas si však tak dobře nevedla, nejprve se neoddělily pomocné motory a poté se ještě zpozdilo oddělení modulu Mercury. Kvůli hmotnosti neodhozených pomocných motorů došlo palivo hlavního motoru o 14 sekund dříve. Maketa lodi Mercury nebyla vybavena únikovým systémem, který byl teprve testován na raketách Little Joe.
Maketa Mercury dosáhla výšky 153 kilometrů a urazila vzdálenost 2292 km. Po vylovení byla pečlivě prozkoumána, aby se určil dopad tepelného působení při vstupu do atmosféry a působení dalších dynamických sil a tlaků. Požadavky NASA byly plně uspokojeny a další naplánovaný let, Big Joe 2 byl zrušen. Kapsle Mercury z letu Big Joe 1 je vystavena v National Air and Space Museum's Garber Facility, Washington D.C.